# 慈悲 (宗教)

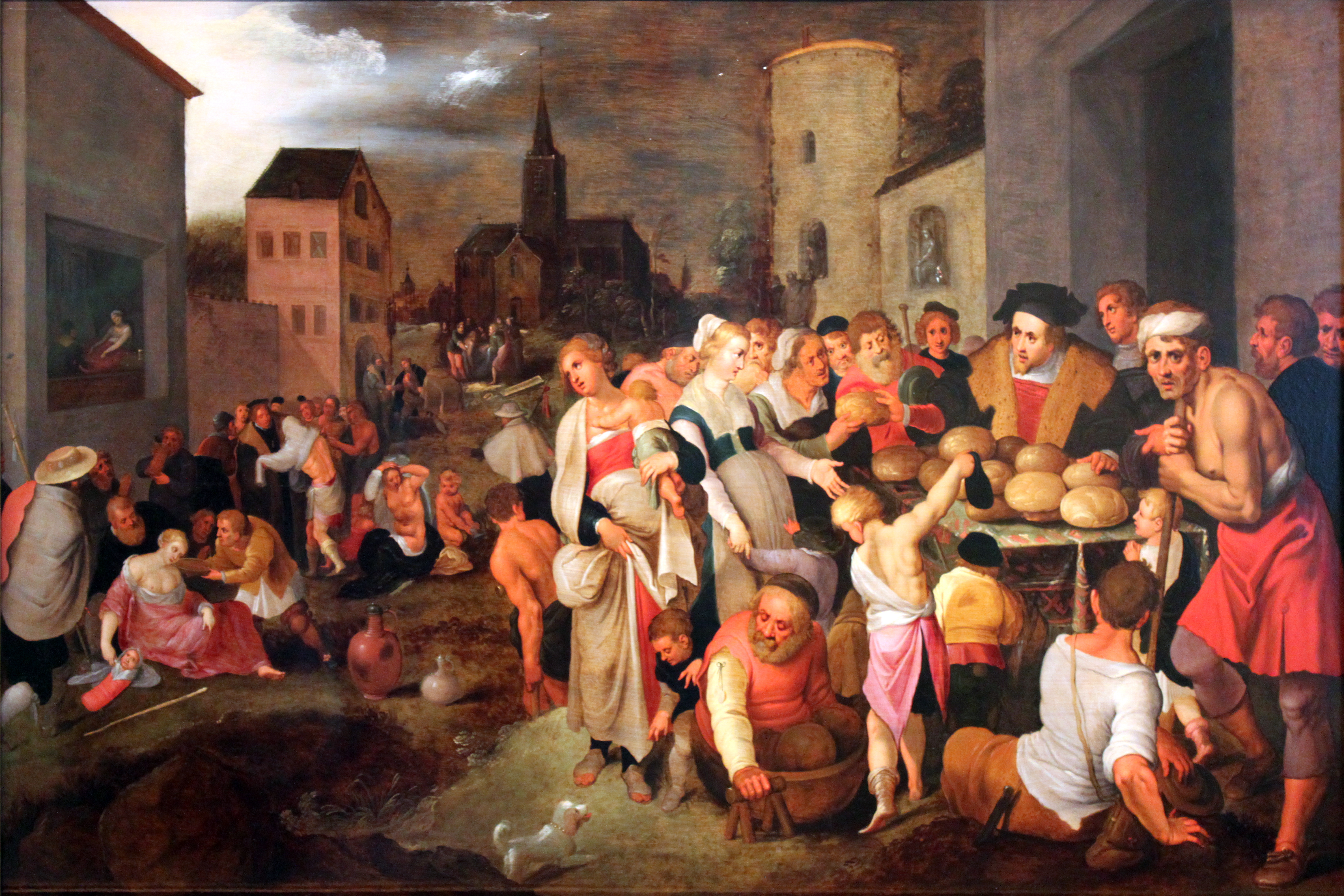
1605年，弗朗斯·弗兰肯二世绘《慈善七善事》

慈悲（英語：Mercy，中古英语源自盎格鲁-法语 ，进一步源自中世纪拉丁语 、，意为“支付的代价、报酬”，最终来自拉丁语  / ，意为“商品”）是在伦理、宗教、社会以及法律等语境中所体现的仁爱、宽恕与善意。
在社会和法律语境中，慈悲既可以指掌权者的宽容行为（例如法官对被告人表示的宽恕），也可以指第三方人道主义行为（如为战争受害者提供救援的“慈善任务”）。

## 定义
“慈悲”可以定义为“特别对犯罪者或受自己权力支配者所表现出的同情或宽容”；也可以指“作为神圣恩典或怜悯行为的一种祝福”。
短语“处于某人的慈悲之下”（to be at someone's mercy）意指一个人“在某人面前毫无防备”。

## 法律与伦理

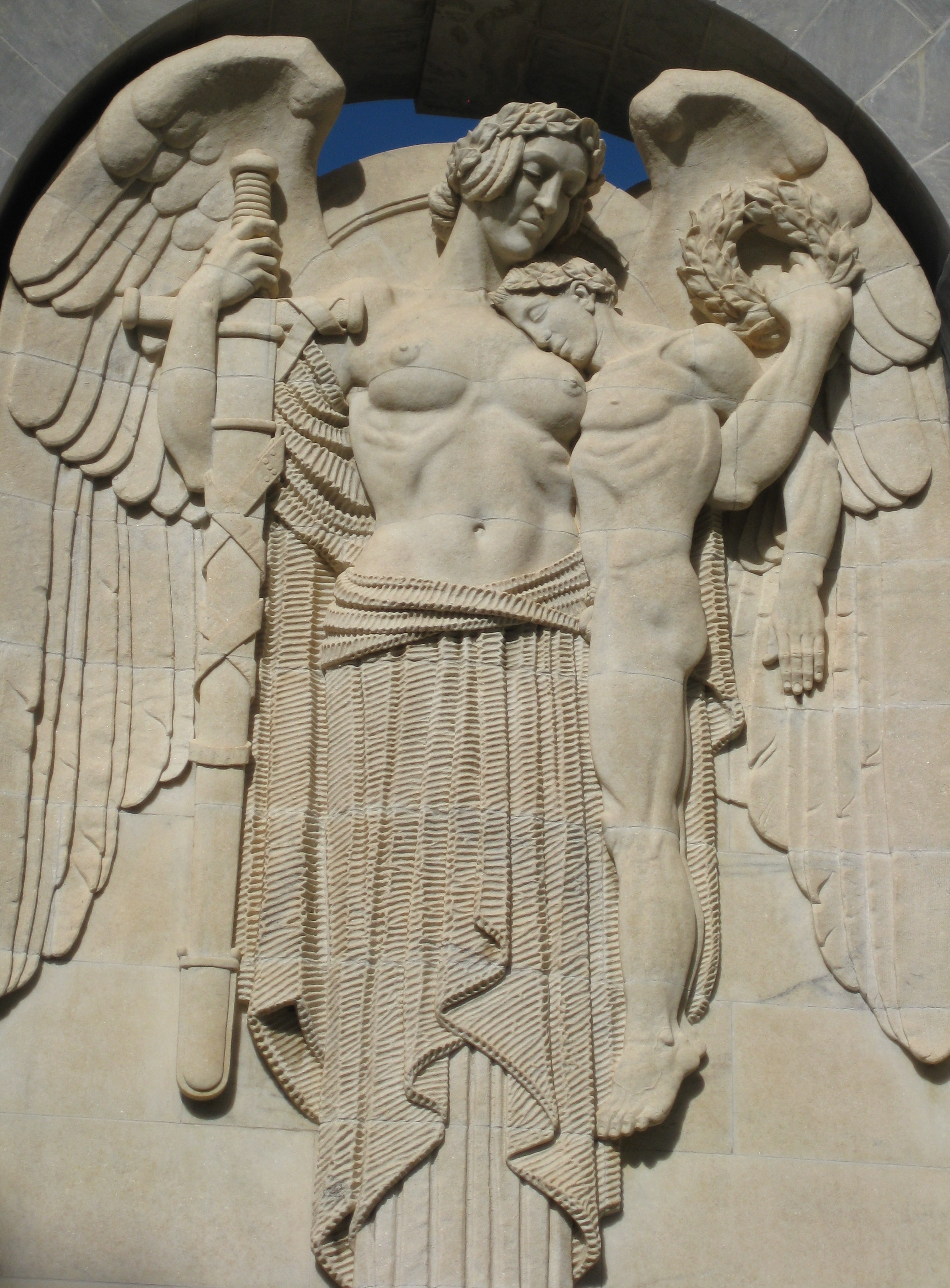
“慈悲之灵”，纪念第一次世界大战，南澳大利亚国家战争纪念馆，1931年

在司法语境中，“慈悲”通常被称为“宽恕”或“赦免”（clemency）。这是一种由行政机关掌握的主权特权，完全依赖其自由裁量权。约翰·洛克将其定义为“依照自由裁量权，为公共利益行事的权力，即使法律没有规定，有时甚至与法律相悖。”
美国第六巡回上诉法院解释道：“宽恕本质上完全根植于赦免者的个人意志。他既无需说明批准的理由，也无需说明拒绝的理由。”

## 宗教
“慈悲”的神的概念出现在多种宗教中，包括印度教、基督教、犹太教和伊斯兰教。在宗教信仰中，施行慈悲之举亦被强调，例如施舍、照顾病人，以及进行慈善行为等。

### 基督教
Hebrews 4:16 和合本聖經写道：“所以我们只管坦然无惧地来到施恩的宝座前，为要得怜悯，蒙恩惠，作随时的帮助。”； 聖經思高本：「所以我們要懷着依恃之心，走近恩寵的寶座，以獲得仁慈，尋到恩寵，作及時的扶助。」恩典与怜悯相似，二者都是上帝的免费赐予，接受者都无须凭功德获得。恩典是上帝的眷顾，是一种神圣的援助；恩典是人本不配却得以获得的，而怜悯则是人在理应受罚时所未被加以惩罚的宽恕。
《新约圣经》中多次强调怜悯的主题，例如《尊主颂》与撒迦利亚的赞歌，以及《路加福音》中的八福之一：Matthew 5:7 和合本聖經：“怜恤人的人有福了，因为他们必蒙怜恤。”；聖經思高本：「憐憫人的人是有福的，因為他們要受憐憫。」 保罗在Ephesians 2:4–5中亦提及上帝的怜悯与救恩，和合本聖經：“然而神既有丰富的怜悯……当我们死在过犯中的时候，便叫我们与基督一同活过来；聖經思高本：「然而富於慈悲的天主，因着他愛我們的大愛，竟在我們因過犯死了的時候，使我們同基督一起生活──可見你們得救，是由於恩寵──」
《诗篇》第117篇呼吁万国称颂耶和华，因为祂“有慈爱”。这一段在Romans 15:11中被保罗引用，以说明上帝通过耶稣基督实现了这一预言与应许——耶稣为了犹太人和外邦人，将自己作为牺牲，展现了怜悯。1 Peter 2:9–10写道：
惟有你们是被拣选的族类，是有君尊的祭司，是圣洁的国度，是属神的子民，要叫你们宣扬那召你们出黑暗入奇妙光明者的美德。你们从前算不得子民，现在却作了神的子民；从前未曾蒙怜恤，现在却蒙了怜恤。（和合本聖經）
 至於你們，你們卻是特選的種族，王家的司祭，聖潔的國民，屬於主的民族，為叫你們宣揚那由黑暗中召叫你們，進入他奇妙之光者的榮耀。你們從前不是天主的人民，如今卻是天主的人民；從前沒有蒙受愛憐，如今卻蒙受了愛憐。（聖經思高本）
怜悯作为基督教传统中的一种灵修内涵，也被圣奥古斯丁所强调，他称怜悯为“恒久古老，常新常在”。 慈善行为（七项身体行为与七项灵性行为）是天主教会与东正教传统中的一部分。
在教宗若望保禄二世的通谕《慈悲丰盈》（Dives in misericordia）中，探讨了慈悲的角色——既包括天主的慈悲，也包括人类对慈悲的需要。 他在《浪子回头的比喻》（Luke 15:11–32）中看到“神圣慈悲的本质”。 浪子挥霍家产，按公正原则，他应只能被接纳为雇工。父亲的形象则类似天主作为父亲，超越公正的要求，以慈悲欢迎儿子回家。
《天主教教理》强调了《慈悲行善》的重要性。在天主教教义中，天主的慈悲通过聖神的工作而流传。 天主教礼仪中经常提及慈悲，例如彌撒都會唱垂憐經：「上主求你垂憐，基督求你垂憐。」
慈悲也是基督教图像志中的一个重要主题。自中世纪以来，许多艺术作品通过表现《慈悲行善》激励人们实践慈悲，正如艺术史学家Ralf van Bühren以卡拉瓦乔的作品为例所解释的那样，这些作品帮助“观众在自身生活中探索慈悲”。:79–80
20世纪，天主教会对慈悲有了新的关注，部分原因是受到神圣慈悲运动（Divine Mercy）的推动。 神圣慈悲运动的核心是强调天主慈悲的爱，以及将这份爱与慈悲从自身的心中流向那些需要帮助的人。
教宗若望保禄二世是神圣慈悲运动的信徒，该运动起源于被称为“慈悲宗徒”的圣人玛利亚·傅天娜·克瓦尔斯卡（1905–1938），傅天娜在日記中稱自己在1931年於神視中看見了耶穌，並按耶穌的要求繪製了救主慈悲像，耶穌許諾敬禮此聖像的人會得到多種恩寵。。
多个天主教圣地专门奉献给神圣慈悲，例如位于波兰克拉科夫的救主慈悲圣殿，以及位于马萨诸塞州斯托克布里奇的神圣慈悲国家圣地。 在神圣慈悲圣殿奉献仪式上，若望保禄二世引用了玛利亚·傅天娜·克瓦尔斯卡，称慈悲是“全能天主最大的属性”。
首届“世界使徒慈悲大会”于2008年4月在罗马举行，由教宗本笃十六世主持开幕。
2015年，教宗方济各在圣伯多祿大殿发布了一份题为《Misericordiae Vultus》（“慈悲的面容”）的教宗诏书，宣布自2015年12月8日（圣母无原罪瞻礼）起至2016年11月21日（基督君王节）为“特别和非凡的慈悲禧年”。 非凡禧年的主题取自《路加福音》6:36：“你們應當慈悲，就像你們的父那樣慈悲。”。

### 伊斯兰教
在伊斯兰教中，“最仁慈者”（Al-Raheem）是安拉的名字之一，“至仁者”（Al-Rahman）是《古兰经》中最常出现的名字。Rahman 和 Rahim 均源自词根 Rahmat，意指温柔和慈爱。 作为慈悲的一种体现，天课是伊斯兰五大功柱中的第四柱，也是信徒的基本义务之一。

### 犹太教
“慈悲”这一概念在希伯来语中包含两个词。Chesed，也被翻译为“慈爱”或“良善”，是神的十三个定义性属性中的第七项。
另一个词是rachamim，通常翻译为“怜悯”（或因其名词形式在语法上为复数，译为“慈悲”）。Rachamim是十三个属性中的第四项。《出埃及记》34:6说：“耶和华，耶和华，怜悯施恩、不轻易发怒、且有丰盛慈爱和诚实的神。” 在巴比伦被掳的背景下，《以赛亚书》中也强调了这一点：“因为耶和华安慰他的百姓，要怜悯他的受苦者。锡安说：‘耶和华离弃我，我的主忘记我了。’妇人岂能忘记她吃奶的婴孩，不怜悯她所生的儿子呢？即或有忘记的，我却不忘记你。”（Isaiah 49:13–15）另外，“祈祷和禁食，为人慈悲和公义，都是好的。”（Tobit 12:8）大卫因罪被告知在三年饥荒、三个月敌人追杀或三天瘟疫中选其一时，他选择瘟疫，说：“愿我们倒在神手中，因他有恩；不可倒在人手中。”（2 Samuel 24:14）《诗篇》103:8赞美神的慈悲。

### 其他宗教与信仰
观音，慈悲与怜悯的菩萨，是亚洲最著名且最受尊崇的菩萨之一。
Karuṇā（常译为“慈悲”）是印度教、佛教和耆那教信仰的重要概念。Karuṇā存在于所有佛教宗派中，且在耆那教中被视为普遍友谊的体现之一。
灵性导师Meher Baba在其《O Parvardigar》祷告中描述神为“全然慈悲与永恒仁慈”，并认为人们可通过“祈求祂的慈悲”接近神。

## 引言
- “我总发现，怜悯结出的果实比严厉的公正更丰盛。” ―亚伯拉罕·林肯[31][需要較佳来源]
- “因为孩子们无辜且热爱公正，而我们大多数人却邪恶且天性偏爱怜悯。” ―吉尔伯特·基思·切斯特顿[31][需要較佳来源]
- “你无法想象，我也无法想象，上帝怜悯的那种骇人听闻的奇异。” ―格雷厄姆·格林，布莱顿岩（英语：Brighton Rock (novel)）[31][需要較佳来源]
- “‘真遗憾比尔博当时没有刺杀那个卑鄙的生物！’遗憾？正是怜悯阻止了他的手。怜悯与慈悲：不在无必要时出手。佛罗多，这就是他最终几乎未受邪恶伤害并得以逃脱的原因，因为他开始拥有魔戒时就是这样——带着怜悯。” ―J·R·R·托尔金，护戒使者[31][需要較佳来源]

## 文学
- 在莎士比亚的戏剧《威尼斯商人》中，乔装成年轻律师巴萨扎（Balthazar）的波西亚（英语：Portia (The Merchant of Venice)）恳求夏洛克对她的客户安东尼奥表现出怜悯：[32]

怜悯之心不可强求。

它如同温柔的雨水从天而降，

滋润着下方的土地。它有双重的祝福：

既祝福施予者，也祝福接受者。
- 在欧·亨利的短篇小说《重生的改造》（A Retrieved Reformation）中，开锁高手吉米·瓦伦丁为了救出意外被困银行金库的孩子，暴露了自己的身份和开锁技巧。一名一直追捕他的侦探目睹了瓦伦丁打开金库的过程。随后，当瓦伦丁投降时，侦探假装不认识他，转身离开。[33]

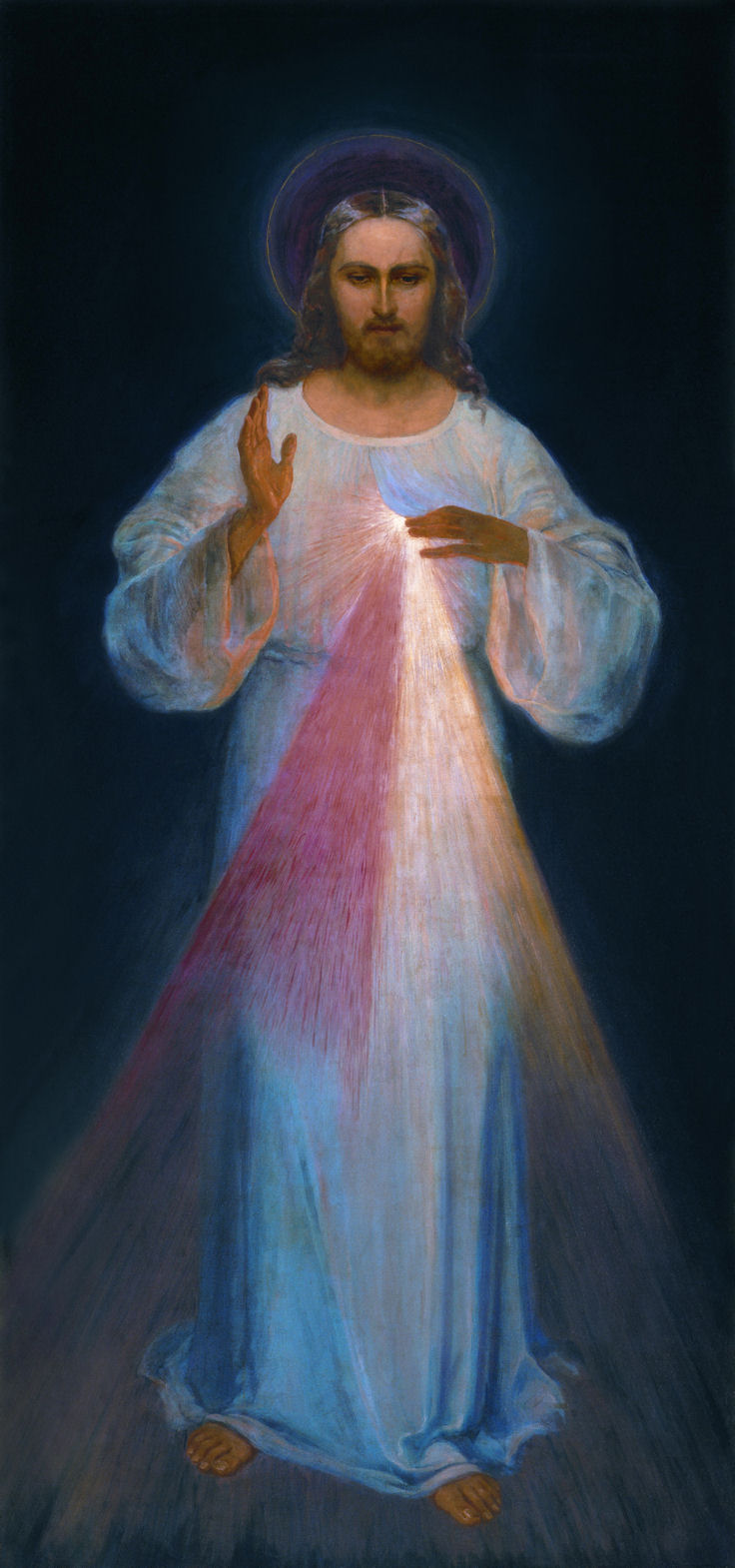
根据玛利亚·傅天娜·克瓦尔斯卡的异象，由尤金·卡兹米洛夫斯基于约1934年绘制的第一幅救主慈悲像。该画像现永久供奉于立陶宛维尔纽斯慈悲圣所中。